# Василис Торосидис
Василиос Торосидис (на гръцки Βασίλης Τοροσίδης) (роден на 10 юни 1985 г. в село Петинос, Ксантийско, Гърция) е гръцки футболист, който от 2007 играе за отбора от Гръцката суперлига Олимпиакос и Гърция.

## Кариера
Той може да играе като защитник, крило или полузащитник. Играл е още за отбора на Шкода Ксанти. Там Василис прекарва 5 години (от 2002 до 2007), изиграва 86 мача и вкарва 3 гола. Неговата физическа сила, издръжливост и техника го правят несменяем титуляр в Олимпиакос и в националния отбор на Гърция. Печелил е 5 пъти Гръцката суперлига (2007, 2008, 2009, 2011 и 2012), 3 пъти Купата на Гърция (2008, 2009 и 2012) и веднъж Суперкупата на Гърция (2007). Също така е обявен и за най-добър играч в Гръцкото първенство за 2010 година.